# Chiesa di Santa Maria (Palaia)
La chiesa di Santa Maria è un edificio religioso di Palaia, in provincia di Pisa.
Eretta nel XIII secolo ed affacciata sulla piazza del paese, è stata realizzata in mattoni di cotto.

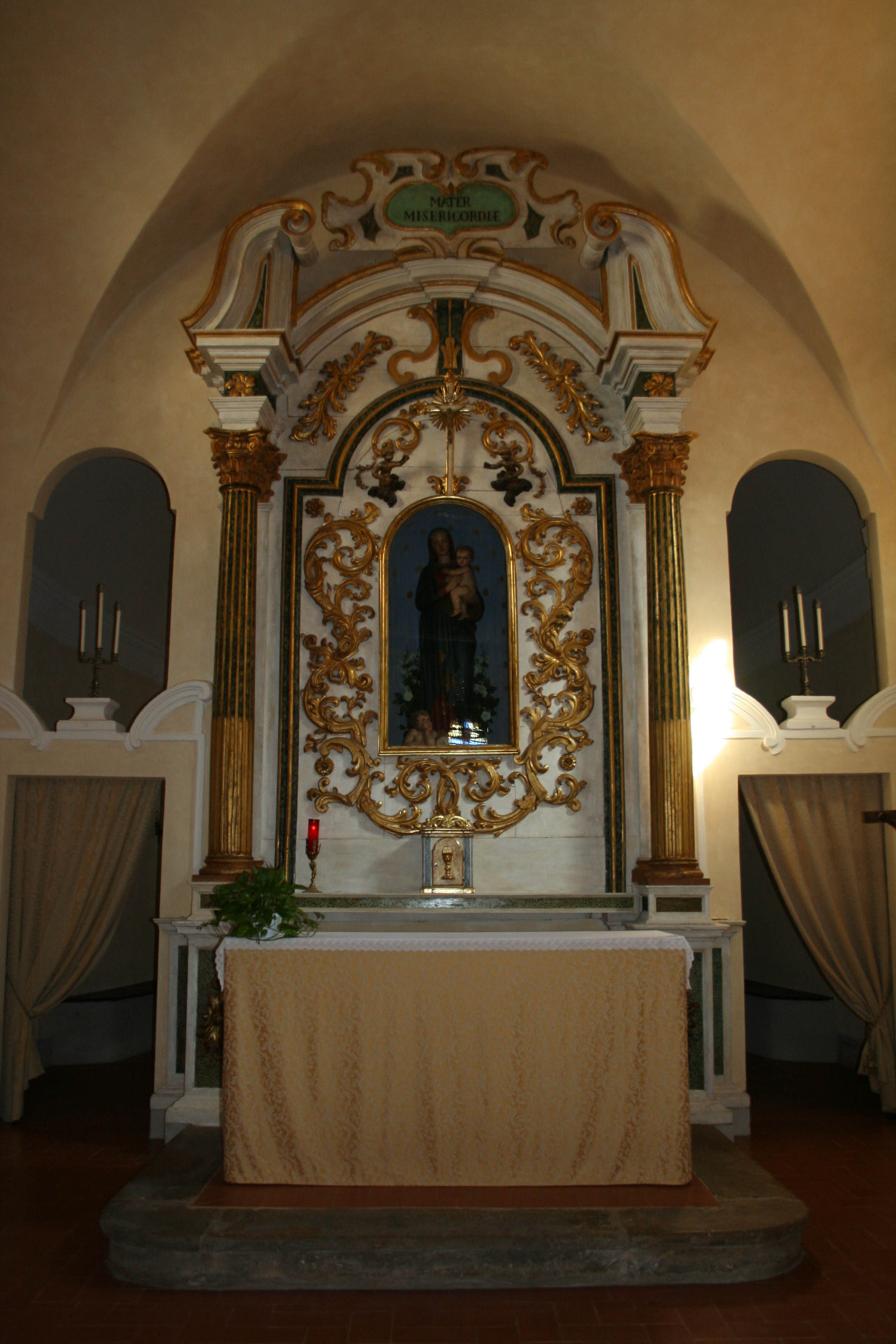
Interno della chiesa di Santa Maria